# 匡心湛
匡心湛（1837年—1900年），江西省吉安府廬陵縣（今吉安市青原区值夏镇芳洲村）人，清朝政治人物、同進士出身。
光緒三年（1877年），参加丁丑科殿試，登進士三甲第46名。同年五月，分部學習。